# Weltraumschleuder
Als Weltraumschleuder wird eine Abschussvorrichtung für den ansonsten antriebslosen Transport von Nutzlasten von der Erdoberfläche in eine Erdumlaufbahn bezeichnet. Da kein Treibstoff mitgeführt werden muss, verspricht man sich einen Kostenvorteil gegenüber der konventionellen Raketentechnik.

## Geschichte
Während Jules Verne in seinem Roman Von der Erde zum Mond die dafür notwendige Beschleunigung noch mit Schießbaumwolle erzeugen wollte, geht man heute davon aus, dass nur mit einem elektromagnetischen Wirkmechanismus die für eine Erdumkreisung nötige erste kosmische Geschwindigkeit erreicht werden kann. Prototypen wurden bisher nur für kleine Testkörper gebaut.

## Technik

### Schienenbeschleuniger
Die Transportkapsel wird entlang eines Schienensystems (siehe auch Railgun) beschleunigt. Dabei wird die Transportkapsel in einem Magnetfeld von einem starken elektrischen Strom durchflossen. Die dabei wirkende Lorentzkraft wird für die Beschleunigung genutzt.
Mit einem Prototyp des Deutsch-Französischen Forschungsinstituts ISL in Saint-Louis wurde, mit ein und zwei Kilogramm schweren Testkörpern, die beachtliche Geschwindigkeit von 7500 km/h erreicht.

### Massentreiber
Auch das Massentreiber-Konzept schlägt ein Schienensystem vor, jedoch soll hier die Nutzlast auf einem Schlitten mit einem Linearmotor beschleunigt werden. Hierbei könnten die g-Kräfte der Nutzlast gut kontrolliert gesteuert werden, sodass empfindlichere Dinge transportiert werden könnten.